# Эрдели, Христофор Петрович
Эрдели Христофор Петрович (12 августа 1823, Устиновка, Херсонская губерния — 1872) — офицер Российского императорского флота, участник Русско-кокандской войны, Крымской войны на Балтийском море, Георгиевский кавалер, капитан 2 ранга. Коллежский советник министерства государственных имуществ Российской империи, действительный член Императорского русского географического общества.

## Биография
Христофор Петрович Эрдели родился 12 августа 1823 года в селе Устиновка Елисаветградского уезда Херсонской губернии в многодетной семье морского офицера штабс-капитана Петра Яковлевича (около 1770—1830) и его жены Марии Ивановны (1786—1837), дочери секунд-майора Ивана Христофоровича Ставровича. В семье Эрдели было двенадцать детей: 5 дочерей и 7 сыновей. Сыновья Пётр, Павел, Николай и Христофор — стали военными моряками, Феодосий — генерал-майором русской императорской армии. Христофор был вторым по возрасту, в 1826 году он вместе с братом Николаем был внесён в 1-ю часть Дворянской родословной книги Херсонской губернии. Христофор получил домашнее обучение.
В 1837 году Христофор вступил в службу гардемарином в Черноморский флот. В 1838 году на шлюпе «Диана» плавал по черноморским портам. В 1839 году на линейном корабле «Силистрия» крейсировал у абхазских берегов и «за оказанную храбрость при занятии местечек Су-баши и Шахе» был награжден Знаком отличия Военного ордена.
21 марта 1841 года переименован в юнкера с назначением на Балтийский флот, где в декабре того же года произведён в мичманы. В 1842 и 1843 годах на корабле «Бриен» и фрегате «Цесаревна» крейсировал в Балтийском море. В 1845 году служил в отряде гребной флотилии, плавал между Петербургом и Кронштадтом. В 1846—1849 годах на фрегате «Цесаревна» крейсировал в Балтийском море, и одно лето в 1847 году в Немецком море. 11 апреля 1848 года произведен в лейтенанты. В 1851 году на фрегате «Цесаревна» крейсировал в Балтийском море.

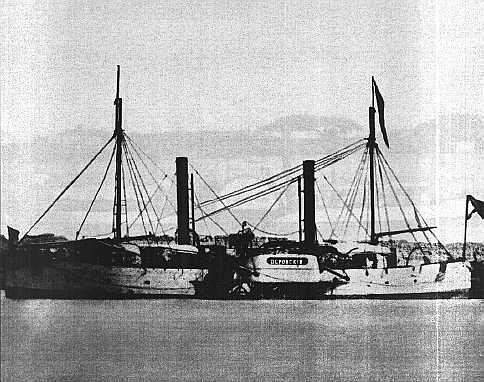
Пароход «Перовский»

В 1852 году был командирован в Самару для сплава через Оренбург в Раимское укрепление железных пароходов в разобранном виде «Перовский» и «Обручев», построенных в Швеции. Затем на реке Сыр-Дарье командовал транспортным отрядом, состоявшим из матросов, казаков и башкирцев.
Участвовал в Русско-кокандской войне. В 1853 году командуя пароходом «Перовский», ходил вверх по реке Сыр-Дарье с десантом для овладения бывшей кокандской крепостью Ак-Мечеть (Форт-Перовский). С 3 июля 1853 года участвовал в десантной высадке при взятии этой крепости и ворвался в нее первым «…во время оной (осады) 2-9 июля со штуцерной и мушкетной командой из матросов и нижних чинов пехоты, два раза отбитый неприятелем, он (Эрдели), в третий раз бросился в сделанную взрывом мины брешь и ворвался в крепость, несмотря на отчаянное сопротивление осажденных». 26 декабря 1853 года был награждён орденом Святого Георгия 4-й степени (№ 9278) и годовым окладом жалования. В Высочайшем указе было записано: «в воздаяние отличных подвигов мужества и храбрости, оказанных в продолжение экспедиции на Сыр-Дарью при осаде и взятии крепости Ак-Мечеть».
16 марта 1854 года произведен за отличие в капитан-лейтенанты. Командовал тем же пароходом на реке Сыр-Дарье, после чего возвратился в Кронштадт. В 1855 году состоял комендантом загородной батареи № 1 генерала Грабе при защите Кронштадта от нападения англо-французского флота. В 1856 году командуя люггером «Ораниенбаум» плавал между Петербургом и Кронштадтом. В 1858—1859 годах командовал тендером «Копчик» на кронштадтском рейде. В 1860 году назначен командиром шхуны «Вихрь», на которой плавал по портам Финского залива.
10 апреля 1861 года уволен от службы для определения к статским делам чином надворного советника. Затем продолжал службу в гражданском ведомстве, по министерству государственных имуществ. Был награжден орденом Святого Станислава 2-й степени и чином коллежского советника. 10 апреля 1867 года уволен от службы в чине капитана 2-го ранга. За ученые труды в Аральской флотилии был принят членом-сотрудником в Императорское русское географическое общество, а с 27 октября 1860 года — действительным членом.
Умер Христофор Петрович Эрдели в 1872 году.

## Память
Имя Христофора Петровича Эрдели увековечено на мраморной плите в верхней церкви собора Святого Равноапостольного князя Владимира, где нанесены имена 72 офицеров Морского ведомства, кавалеров ордена Святого Георгия с доблестью защищавших Отечество в период Крымской войны 1853—1856 годов.